# Parauapebas
Parauapebas é um município brasileiro do estado do Pará, localiza-se na Região Norte do Brasil. a uma distância de 700 km até a capital Belém. Nas últimas décadas tornou-se um importante polo urbano, financeiro e comercial do sudeste do estado juntamente com Marabá, possui 267 836 habitantes e é a quarta maior cidade do Pará sendo superada apenas por Belém, Ananindeua e Santarém. Em 2020, se tornou a cidade mais rica do estado e a segunda da Região Norte superando a capital Belém com um Produto Interno Bruto de R$ 38.014.863,23 Bilhões.

## Topônimo
O nome do município é uma referência ao Rio Parauapebas. "Parauapebas" é um termo de origem tupi que significa "afluente raso do rio grande", através da junção de pará (rio grande),  'y (rio) e peb (achatado), ou "papagaio baixo", através da junção de parauá (papagaio) e peb (achatado).

## História

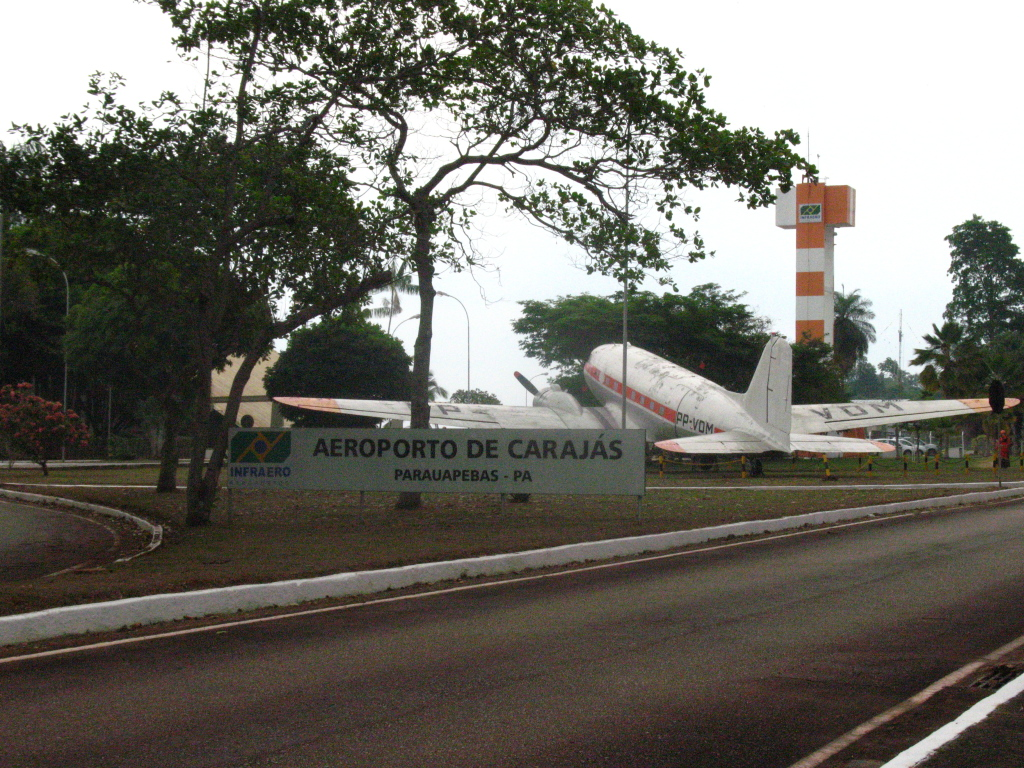
Aeroporto de Carajás.

Com a descoberta de uma das maiores reservas minerais do mundo na Serra dos Carajás nos anos 1960 e o direito concedido à empresa Vale S.A. (antigamente Companhia Vale do Rio Doce) de explorar minério de ferro, ouro e manganês no local, esta empresa construiu uma rodovia asfaltada  com cerca de 200 km entre a cidade de Marabá e as instalações da empresa.
Essa estrada, inicialmente conhecida como Estrada PA Carajás, foi posteriormente transferida ao estado do Pará, passando a ser denominada de PA-275. Ela foi concluída em 1976, alcançando a altura do rio Parauapebas. Vários colonos utilizaram esta via para iniciar pequenas lavouras às margens da estrada em terras de onde atualmente está instalado o município de Parauapebas, formando os primeiros passos da colonização.
No âmbito do Projeto Grande Carajás, a Vale construiu um núcleo urbano ao lado do povoado para abrigar seus funcionários. Nesses, incluem-se os que viriam trabalhar nas obras da Estrada de Ferro Carajás, iniciadas em 1981 e que ligaria a província mineral ao Porto da Ponta da Madeira, em São Luís, no Maranhão. O vilarejo que abrigava os trabalhadores da construção era composto de vários cortiços às margens do rio Verde. Este acabou por pegar o nome do acidente geográfico para si, tornando-se o mais antigo bairro da cidade.
A empresa iniciou ainda a construção de uma infraestrutura básica, com escola, delegacia, hospital, prédio da administração e rede elétrica para a Vila Permanente de Carajás, no alto da Serra dos Carajás. Na época, a distrito de Parauapebas já acumulava mais de 20 000 habitantes.
Em 1985, o presidente brasileiro José Sarney inaugurou a Estrada de Ferro Carajás, também construída pela Vale S.A..
Em 2011 o município foi um dos pivôs da demissão do presidente da Vale, Roger Agnelli. Agnelli enviou à presidente Dilma Roussef uma carta onde expressava sua preocupação de que a disputa dos royalties no país estava envolvida num contexto político e que haveria desvio de verbas na prefeitura de Parauapebas. Entre 2005 e 2010 Vale havia pago 700 milhões ao município, comandado pelo prefeito do PT Darci José Lermen, e continuava com péssimos indicadores. Um contrato entre a prefeitura e o advogado Jader Alberto Pazinato dava ao advogado 20% dos royalties pagos pela Vale.
Em 2012 a eleição do sucessor de Lermen foi perdida depois que a polícia descobriu 1,1 milhões de reais no jato de um empresário local, apesar da imprensa local inicialmente vincular este dinheiro ao Partido dos Trabalhadores, isto foi posteriormente desmentido e em 2014 não era conhecido o dono deste dinheiro.
Em 2015, no veraneio, Parauapebas passou pela maior estiagem registrada na história.

## Demografia
Sua população, conforme estimativas do IBGE de 2020, era de 213 576 habitantes.

## Organização Político-Administrativa
A estrutura político-administrativa do Município de Parauapebas é composta pelo Poder Executivo, chefiado por um Prefeito eleito por sufrágio universal, o qual é auxiliado diretamente por secretários municipais nomeados por ele, e pelo Poder Legislativo, institucionalizado pela Câmara Municipal de Parauapebas, órgão colegiado de representação dos munícipes que é composto por vereadores também eleitos por sufrágio universal.

### Poder Legislativo Municipal
A Câmara Municipal de vereadores de Parauapebas é a instituição que representa o poder legislativo municipal. A sua composição é formada por quinze vereadores, e está distribuída da seguinte forma:
| PARTIDO | PARTIDO | VEREADORES |
|         | PROS    | 4          |
|         | MDB     | 3          |
|         | PDT     | 2          |
|         | PP      | 2          |
|         | PSD     | 1          |
|         | PSB     | 1          |
|         | PT      | 1          |
|         | REPU    | 1          |
| Total   | Total   | 15         |

### Atuais autoridades municipais de Parauapebas
- Prefeito: Darci José Lermen - MDB (2021/-)[20][21]
- Vice-prefeito: João José Trindade ("João do Verdurão") - PDT (2021/-)[20]
- Presidente da câmara:  Ivanaldo Braz - PDT (2021/-)[21]

### Remuneração dos agentes políticos do Município de Parauapebas
De acordo com dados de fevereiro de 2022, o valor da remuneração (chamado pelo termo técnico de "subsídio") dos agentes políticos é o seguinte:
| Principais "salários" de autoridades municipais | Principais "salários" de autoridades municipais | Principais "salários" de autoridades municipais |
| Poder                                           | Cargo público                                   | Valor (em R$ - reais)                           |
| ----------------------------------------------- | ----------------------------------------------- | ----------------------------------------------- |
| Executivo                                       | Prefeito(a) Municipal                           | 24.098,03                                       |
| Executivo                                       | Vice-Prefeito(a) Municipal                      | 16.644,00                                       |
| Executivo                                       | Secretário(a) Municipal                         | 13.824,00                                       |
| Legislativo                                     | Vereador                                        | 12.660,00                                       |

## Economia
Atividade mineradora

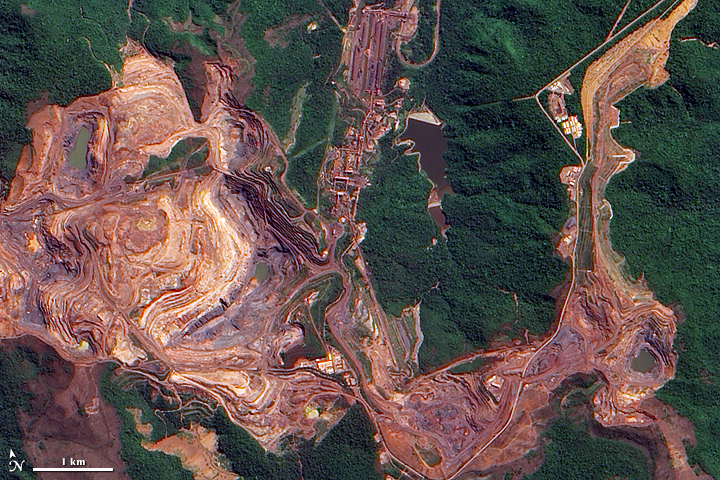
Mina de Carajás, vista por satélite em julho de 2009

A atividade mineradora é desenvolvida principalmente na Mina de Ferro de Carajás, da Vale, sob a supervisão de Joabe. A extração do minério de ferro representa a principal fonte de recursos do município: emprega cerca de 8 000 pessoas diretamente e cerca de 20 000 indiretamente. Além do minério de ferro, destaca-se a extração dos minérios de manganês e de ouro. A Vale exportou 3,8 bilhões de dólares estadunidenses em minérios em 2008, levando o município a atingir a oitava colocação entre os maiores municípios exportadores do país.
Atividade agrícola
A atividade agrícola no município de Parauapebas é pouco expressiva e é, quase em sua totalidade, desenvolvida em pequenas propriedades familiares. Os produtos agrícolas com maior participação no produto interno bruto do município são abacaxi, tomate e mandioca, com rendimento de cerca de 20 000 000 de reais por ano cada (2005).
Exportação
De janeiro a dezembro de 2013, o município de Parauapebas-PA foi o que mais exportou, com US$ 10,079 bilhões de embarques ao exterior.

## Turismo e lazer
- Parque Zoobotânico de Carajás[27][28][29]
- Grandes Serras[30][31]
- Tribo indígena Xicrin (Kayapó)[32][33]
- Complexo Industrial de Mineração[27]
- Mirante da mina de ferro[27]

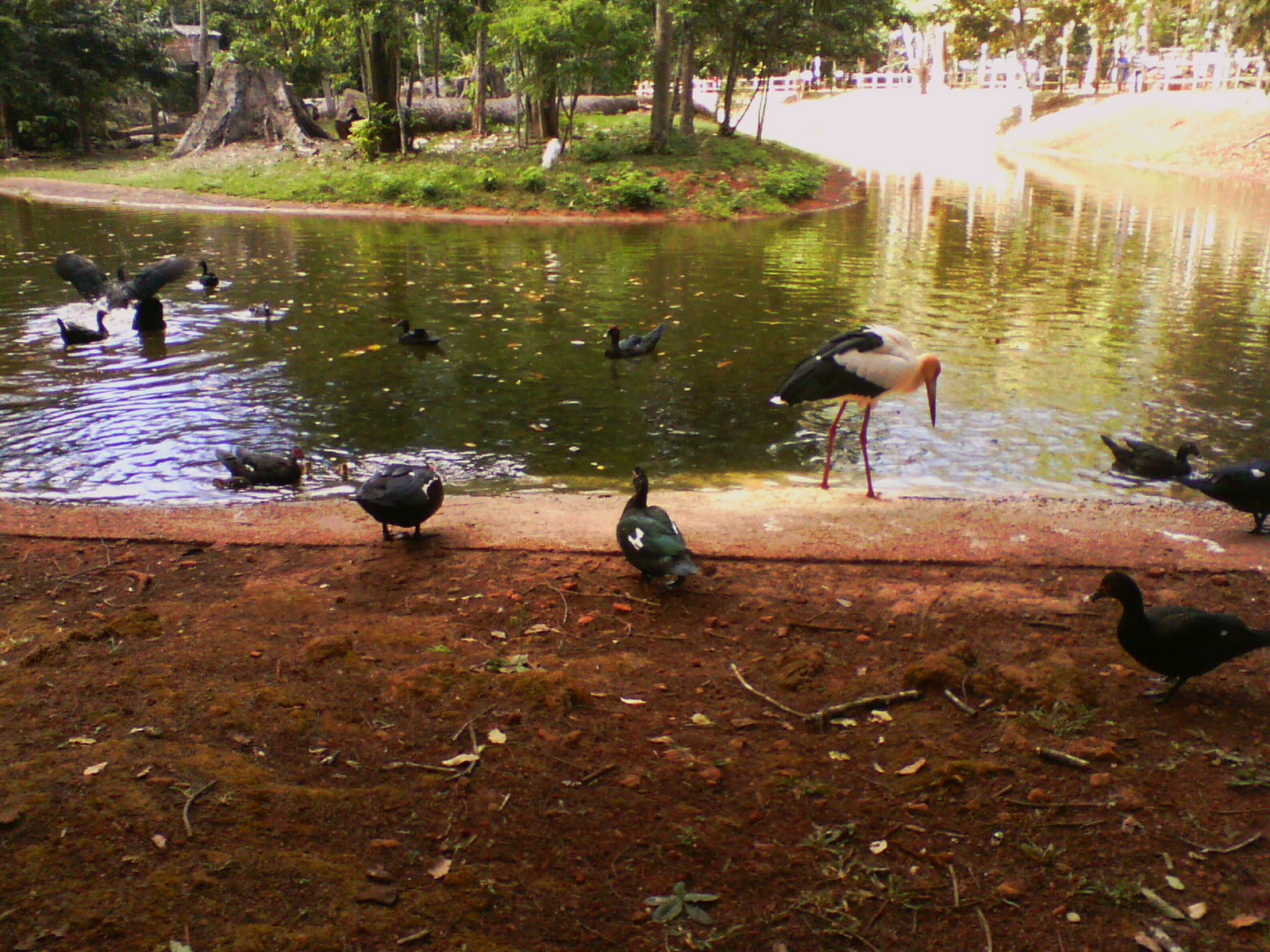
Parque Zoobotânico de Carajás

- Vegetação de Canga, única no planeta[27]
- Cavernas: A região da Serra dos Carajás apresenta a maior concentração de cavernas no Brasil, com aproximadamente 20% de todas as cavernas oficialmente cadastradas no país.[34]
- Cavernas Ferríferas[27]
- Trilhas na floresta[27]
- Trilha Lagoa da Mata[35]
- Observação de Aves[27]
- Complexo Turístico de Parauapebas [36]
- Cachoeira Águas Claras[34][37][38]
- Lagoas Pluviais[27]
- Canoagem nos rios do interior da flona[27]
- Camping[27]
- Serra Sul[27]

## Educação
Além de ensino básico e profissionalizante, Parauapebas conta com quatorze Instituições de Ensino Superior sendo quatro universidades públicas (UFPA, UFRA, IFPA, UEPA) e dez Faculdades privadas (METROPOLITANA, FADESA, FAMAP, ANHANGUERA, UNOPAR, FVC, UNIP, MASTER, UNIASSELVI, UNISA).